# Idaea charitotes
Idaea charitotes là một loài bướm đêm trong họ Geometridae.